# 国鉄C95形コンテナ
国鉄C95形コンテナ（こくてつC95がたコンテナ）は、国鉄が、1978年（昭和53年）から1980年（昭和55年）まで製造した、鉄道輸送用12 ft長5 t積み簡易保冷コンテナである。

## 概要

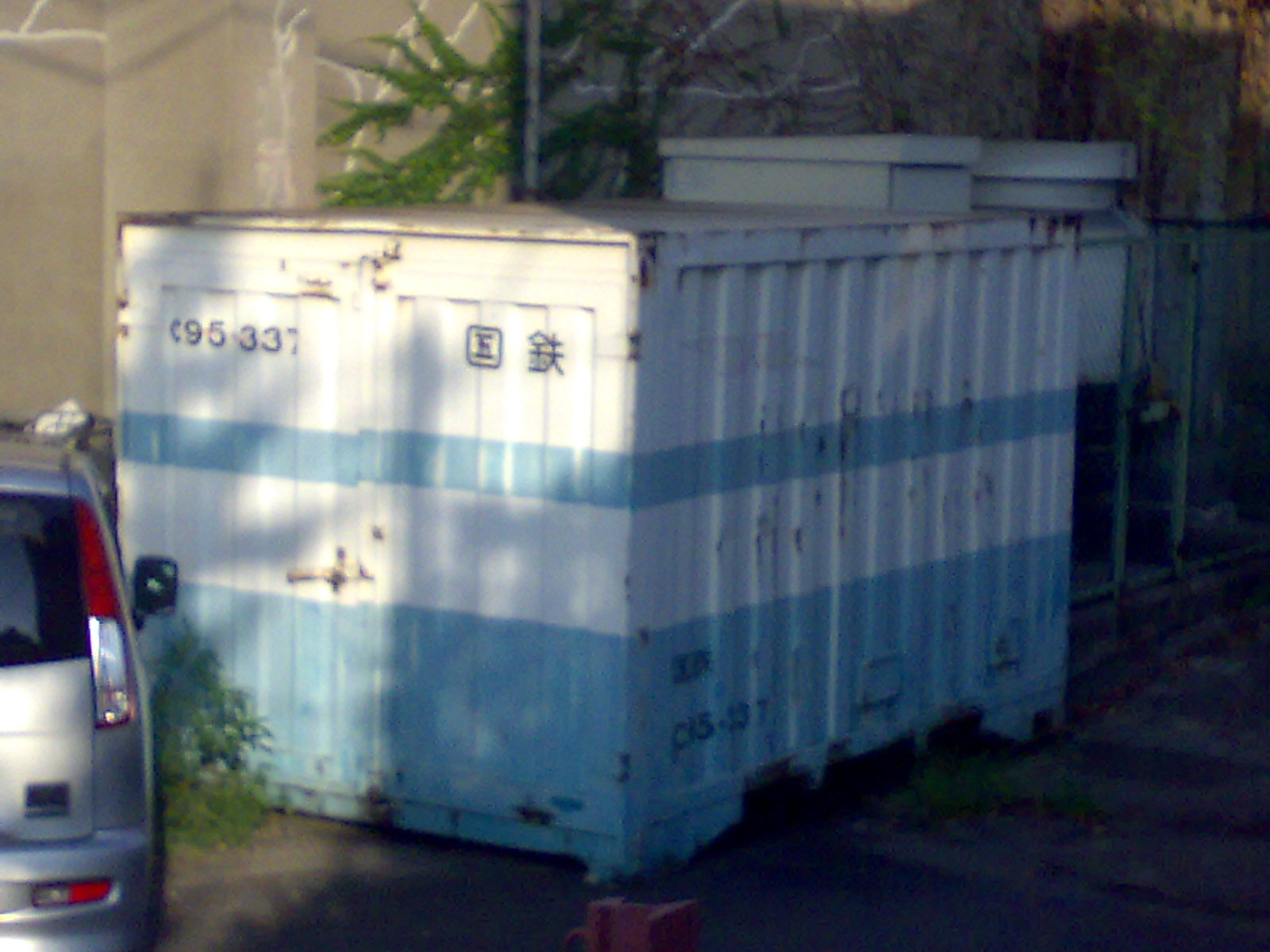
倉庫に利用されているC95形コンテナ

従来の冷蔵コンテナは片荷輸送（荷物を載せて目的地まで輸送され、空荷で返却されること）になる傾向があるため、定温輸送貨物のみでなく一般貨物も輸送できる簡易保冷コンテナとして、C21形を基に開発された。600個製造され、主に野菜などの生鮮食品の輸送に使用され、特定駅に常備して運用された。
1987年（昭和62年）の国鉄分割民営化に際しては、597個が日本貨物鉄道（JR貨物）に継承されたが、1993年（平成5年）度以降、19A形や19B形･19D形の登場や私有保冷コンテナのUR18A形の登場により、用途廃止が進み、2006年（平成18年）度に全廃された。

## 構造
片側妻扉のみの一方開きで、外法寸法は高さ2,350 mm、幅2,438 mm、長さ3,658 mm、内法寸法は高さ1,946 mm、幅2,250 mm、長さ3,441 mm、床面積7.7 m2、自重1.8 t。内容積は15.0 m3。最大積載量は5 tである。
内部は発泡ウレタンによる断熱材の内張りが施され、簡易保冷仕様となっている。
形状についてはC20形・C21形と同じである。初期生産型は、C21形と同じく上部四隅にツイストロック式の吊り金具付きだった。中期生産型はC20形30000番台と同じ形状となり、吊り金具が廃止された。後期生産型は、C20形40000番台に準じて妻扉のロックレバーが左右2個に増加した。
簡易保冷であること示すため、白をベースに、下部をブルーに塗装され、その上に同色のピンストライプがある。